# Chiesa di San Rocco (Celat)
La chiesa di San Rocco è un edificio di culto cattolico di Celat di Vallada Agordina, in provincia di Belluno e diocesi di Belluno-Feltre; fa parte della convergenza foraniale di Agordo-Livinallongo. 
La chiesa fu edificata a partire dall'11 settembre 1564 da un gruppo di famiglie del luogo come voto contro la peste. In quegli anni l'epidemia dilagava e nel solo villaggio di Celat furono oltre 30 le vittime.
Il tempio dedicato a Maria Vergine San Rocco fu intitolato anche a San Sebastiano, protettori invocati contro la peste e fu consacrato dal vescovo-conte di Belluno Giovanni Battista Valier il 6 giugno 1576.
Dell'antica costruzione, di dimensioni assai modeste, rimane il coro, in quella che è l'attuale sagrestia. Interamente affrescato, ricorda lo splendore originale della piccola chiesetta.
Affrescata da Lorenzo Pauliti il 6 ottobre 1565, presenta alle pareti, tra un alternarsi di figure di santi, le scene della Crocifissione e della Natività. La volta a crociera è invece abbelita dalle immagini dei quattro Evangelisti con i loro abituali simboli.
Nel 1685 fu dato inizio ai lavori di ampliamento che terminarono nel 1688, e che portarono la chiesa all'aspetto attuale.
L'interno è abbellito da tre altari legnei dorati, esempio dei maestri intagliatori locali del Settecento, diverse tele e altri arredi sacri di grande pregio.
Negli anni ottanta la chiesa, come molte altre nella zona, subì un spregevole furto che la spogliò, tra fregi angeli e statue, di ben 32 sculture probabilmente destinate al contrabbando.
Negli anni novanta la chiesa ha subito un discusso restauro, e infine è stata risistemata da un gruppo di volontari del posto coadiuvati dal parroco.
La chiesa è visitabile per tutto il periodo estivo.